# هومبرتو بارا
هومبرتو بارا (بالإنجليزية: Humberto Parra)‏ ولد بتاريخ 3 سبتمبر 1964 في كولومبيا، هو دراج كولومبي سابق.

## روابط خارجية
- هومبرتو بارا على موقع أرشيف الدراجات (الإنجليزية)
- هومبرتو بارا على موقع إحصائيات الدراجات الإحترافية (الإنجليزية)